# Poona Open
Die Poona Open waren offene internationale Meisterschaften von Belgien im Badminton in den Jahren von 1980 bis 1989. Sie ersetzten in diesem Zeitraum teilweise die Belgian International und waren von 1987 bis 1989 Teil des World Badminton Grand Prix. 1989 trug der Wettbewerb den Namen Lotto Trophy Poona. Danach pausierten internationale Meisterschaften in Belgien bis 2001. 2005 waren die Belgian International dann auch wieder im BE Circuit vertreten.

## Die Sieger
| Saison | Herreneinzel           | Dameneinzel          | Herrendoppel                         | Damendoppel                         | Mixed                            |
| ------ | ---------------------- | -------------------- | ------------------------------------ | ----------------------------------- | -------------------------------- |
| 1980   | Jan de Mulder          | Karin Duijvestijn    |                                      |                                     |                                  |
| 1981   | Michael Schnaase       | Paula Kloet          |                                      |                                     |                                  |
| 1982   | Philip Sutton          | Karen Beckman        |                                      |                                     |                                  |
| 1983   | Kevin Jolly            | Marjan Ridder        | Thomas Künstler Stefan Frey          | Marjan Ridder Marja Ravelli         | nicht ausgetragen                |
| 1984   | Glen Milton            | Wendy Massam         | Peter Buch Niels Hansen              | Wendy Massam Lisa Chapman           | Rob Ridder Marjan Ridder         |
| 1985   | Kim Brodersen          | Wendy Poulton        | Peter Buch Niels Hansen              | Wendy Poulton June Shipman          | Richard Outterside Wendy Poulton |
| 1986   | Steve Baddeley         | Xiao Jie             | He Xiangyang Tang Hui                | Eline Coene Erica van Dijck         | Billy Gilliland Nora Perry       |
| 1987   | Morten Frost           | Astrid van der Knaap | Jens Peter Nierhoff Michael Kjeldsen | Gillian Gowers Gillian Gilks        | Martin Dew Gillian Gilks         |
| 1988   | Morten Frost           | Christine Magnusson  | Jens Peter Nierhoff Michael Kjeldsen | Kim Yun-ja Yoo Sang-hee             | Steen Fladberg Gillian Clark     |
| 1989   | Poul-Erik Høyer Larsen | Tang Jiuhong         | Zhang Qiang Zhou Jincan              | Christine Magnusson Maria Bengtsson | Jan Paulsen Gillian Gowers       |